# Henry Kelsey

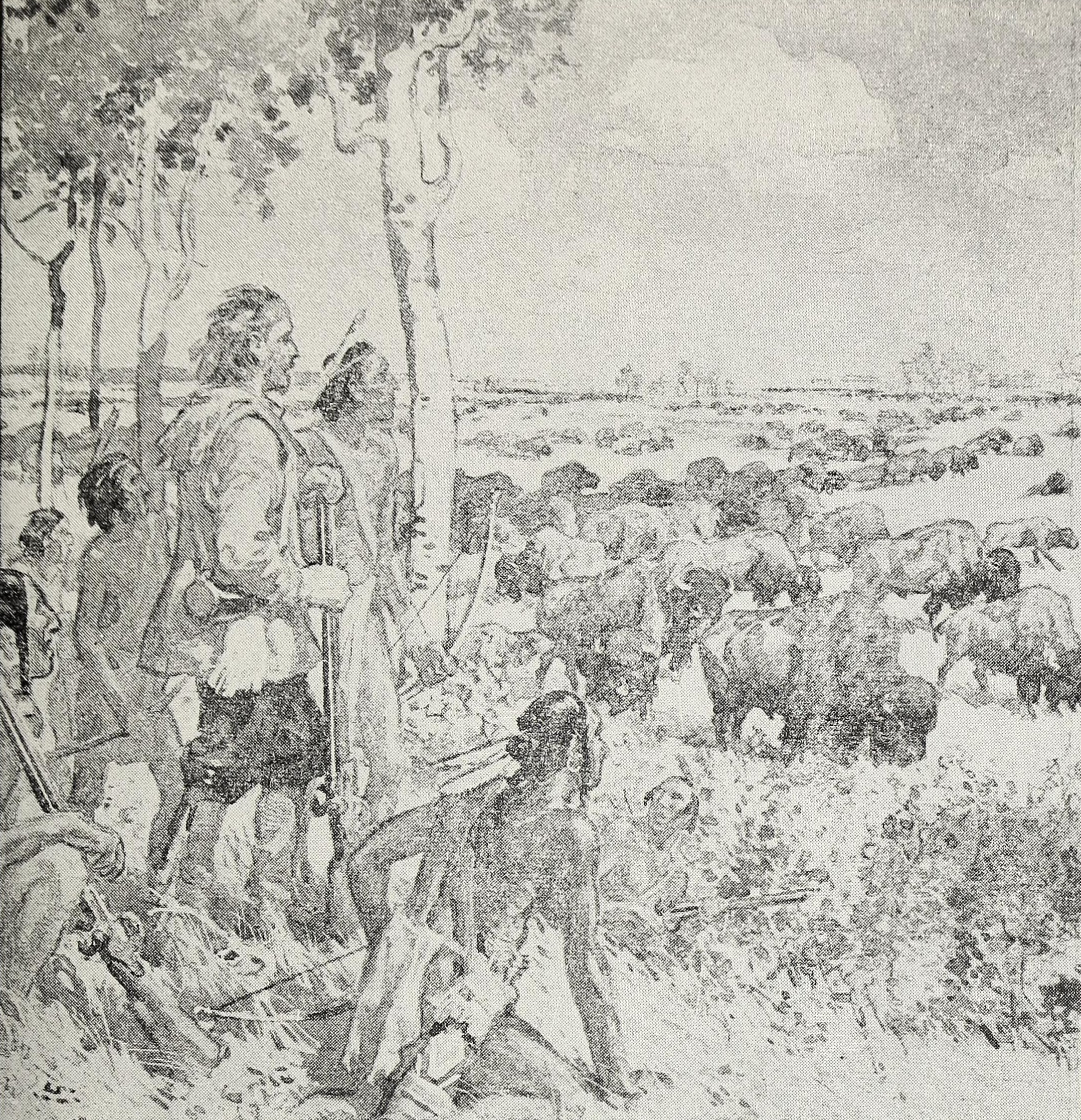
Henry Kelsey beim Betrachten von Bisons in den Prärien (Historisierende Illustration von Charles William Jefferys)

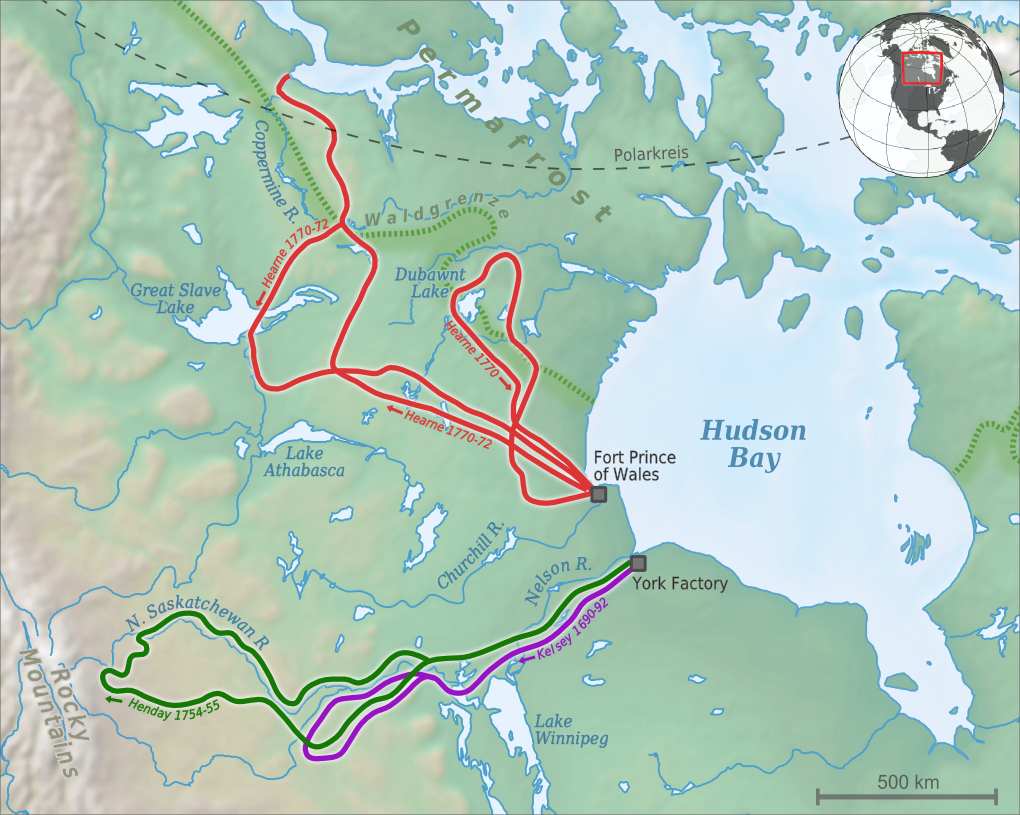
Expeditionsroute von Henry Kelsey (violett).

Henry Kelsey (* ca. 1667 in Greenwich; † 1. November 1724 ebenda) war ein englischer Pelzhändler, Seemann und Entdecker. Er leitete eine Inlandexpedition ins Landesinnere von Kanada im Auftrag der Hudson’s Bay Company und spielte eine große Rolle im Ausbau der Hudson’s Bay Company.

## Biografie
Kelsey wurde in Greenwich geboren und heiratete dort auch. Mit 17 Jahren begann er eine Lehre bei der Hudson’s Bay Company (HBC), mit der er 1684 nach Kanada aufbrach. In den Jahren 1690 bis 1691 reiste Kelsey als Postbote mit den Cree und erforschte Gebiete im heutigen nördlichen Manitoba von der Hudson Bay bis zum Saskatchewan River. Er gilt als der erste europäische Mann, der die Landstriche der heutigen Provinzen Alberta und Saskatchewan bereiste.
Nach seiner großen Inlandsexpedition kehrte Kelsey 1693 nach England zurück, schon 1694 reiste er erneut zur York Factory. 1694 und 1697 wurde York Factory von den Franzosen eingenommen. Kelsey kehrte in beiden Jahren nach England zurück, beim zweiten Mal als Gefangener der Franzosen. Im Jahr 1698 ging er erneut in die Neue Welt, diesmal nach Fort Albany an der James Bay. Im Jahr 1701 wurde er Kapitän der Handelsfregatte Knight in der Hudson Bay und setzte den Handel mit Biberfellen fort. Im Jahr 1703 kehrte er wieder für einige Zeit nach England zurück. Im Jahr 1705 ging Kelsey als Haupthändler nach Fort Albany zurück aber 1712 erneut nach England zurück. 1714 unternahm er seine sechste Reise über den Atlantik und wurde zum stellvertretenden Gouverneur von York Factory ernannt, das die Briten von den Franzosen zurückerobert hatten. Im Jahr 1717 wurde er zum Gouverneur von York Factory und 1718 zum Gouverneur aller Siedlungen in der Hudson’s Bay ernannt. In den Jahren 1719 und 1721 unternahm er Expeditionen in die Arktis, wo er mit Inuit zusammentraf und nach Kupfervorkommen suchte.
Nach Jahren in Kanada kehrte Kelsey 1722 im Alter von 55 Jahren nach England zurück. Er starb zwei Jahre später und wurde in St Alfege Church, Greenwich begraben. Dort ist auch eine Gedenktafel mit seinem Namen angebracht.

## Ehrungen
Die kanadische Regierung, vertreten durch den für das Historic Sites and Monuments Board of Canada zuständigen Minister, ehrte  Kelsey am 28. Mai 1931 für sein Wirken und erklärte ihn zu einer „Person von nationaler historischer Bedeutung“.
Nach Kelsey ist das Wasserkraftwerk Kelsey am Nelson River benannt. Auch der Mount Kelsey trägt seinen Namen.
1990 gab Kanada eine Dollar-Silbermünze zum Gedenken an den 300. Jahrestag seiner Expeditionen aus.